# Надеина, Любовь Ивановна
Любовь Ивановна Надеина (4 июня 1917 — 18 октября 1984) — передовик советского сельского хозяйства, звеньевая колхоза имени Фастовца Тихорецкого района Краснодарского края, Герой Социалистического Труда (1949).

## Биография
Родилась 4 июня 1917 года в станице Фастовецкая Тихорецкого района Краснодарского края в русской крестьянской семье.
Трудоустроилась на работу в сельское хозяйство, в колхоз имени Фастовца Тихорецкого района, в полеводческую бригаду. Позже была назначена звеньевой.
В 1948 году, звено Надеиной удалось получить высокий урожай пшеницы — 33,5 центнера с гектара на площади 20 гектаров.
Указом Президиума Верховного Совета СССР от 10 февраля 1949 года за получение высоких показателей в сельском хозяйстве и рекордные урожаи пшеницы Любови Ивановне Надеиной было присвоено звание Героя Социалистического Труда с вручением ордена Ленина и золотой медали «Серп и Молот».
Продолжала работать в колхозе, добивалась высоких результатов.
Проживала в станице Фастовецкой. Умерла 18 октября 1984 года.

## Награды
За трудовые успехи была удостоена:
- золотая звезда «Серп и Молот» (10.02.1949)
- орден Ленина (10.02.1949)
- другие медали.